# Порядок Шарковского
Порядок Шарковского — упорядочение натуральных чисел, связанное с исследованием периодических точек динамических систем на отрезке или на вещественной прямой.

## История
Исследуя унимодальные отображения, в частности, квадратичное отображение, А. Н. Шарковский в 1964 году обнаружил, что в области «хаоса» на соответствующей бифуркационной диаграмме имеются так называемые «окна периодичности» — узкие интервалы значений параметра {\displaystyle r}, в которых существуют периодические движения; им и соответствуют переходы в порядке Шарковского. В частности, двигаясь в нижней строке против направления стрелок от 1, мы проходим каскад удвоений периодов Фейгенбаума.

## Формулировка
Для целых положительных чисел {\displaystyle a} и {\displaystyle b} мы будем писать {\displaystyle a\to b}, если динамическая система на отрезке или прямой, имеющая точку наименьшего периода a, имеет и точку наименьшего периода b.
Теорема Шарковского утверждает, что таким образом задаётся полный порядок на множестве натуральных чисел, устроенный следующим образом:
→ 3 → 5 → 7 → 9 → 11 → 13 → …
→ 3×2 → 5×2 → 7×2 → 9×2 → 11×2 → 13×2 → …
→ 3×2² → 5×2² → 7×2² → 9×2² → 11×2² → 13×2² → …
…………………………………
→ 2n → 2n−1 → … → 25 → 24 → 2³ → 2² → 2 → 1.
В верхней строчке выписаны в порядке возрастания все нечётные числа, кроме 1, во второй строке — произведения нечётных чисел (кроме 1) на 2, в третьей — произведения нечётных чисел на 2², в k-й строке сверху — произведения нечётных чисел на {\displaystyle 2^{k-1}}. Наконец, в последней (нижней) строке представлены чистые степени двойки.

## Период 3 влечёт хаос
В частности, число 3 — наибольшее в смысле этого упорядочения, поэтому наличие точки периода 3 влечёт за собой наличие точки с любым периодом. Часто этот частный случай сокращённо формулируют как «период 3 влечёт хаос».
Случай периодической точки периода 3 — наиболее содержательный.
В случае наличия точки периода 3 можно утверждать «хаотичность» системы и в других смыслах; например, топологическая энтропия системы будет положительна.

### Набросок доказательства
В этом случае найдутся различные точки {\displaystyle a,b,c}, для которых
{\displaystyle f(a)=b,\quad f(b)=c,\quad f(c)=a.}
Можно без ограничения общности считать, что {\displaystyle a<b<c}.
Тогда для отрезков {\displaystyle I_{0}=[a,b]} и {\displaystyle I_{1}=[b,c]} выполнено
{\displaystyle f(I_{0})\supset I_{1},\quad f(I_{1})\supset I_{0}\cup I_{1}.}
Отсюда несложно вывести, что для любого конечного слова {\displaystyle w=w_{0}w_{1}\dots w_{k-1}}, составленного из нулей и единиц и не содержащего двух нулей подряд, найдётся такой интервал {\displaystyle I_{w}}, что
{\displaystyle f^{j}(I_{w})\subset I_{w_{j}},\quad j=1,\dots ,k-2,}
{\displaystyle f^{k-1}(I_{w})=I_{w_{k-1}}.}
Отсюда уже несложно построить периодическую точку любого периода {\displaystyle k}: достаточно взять в алфавите из нулей и единиц любое периодическое слово {\displaystyle \omega =(w),\ |w|=k} наименьшего периода {\displaystyle k} без двух нулей подряд.
Для соответствующего ему отрезка {\displaystyle I_{w}} выполнено
{\displaystyle f^{k}(I_{w})\supset I_{w},}
поэтому в этом отрезке найдётся периодическая точка соответствующего периода.
Наконец, в терминах символической динамики (для разбиения {\displaystyle I_{0}}, {\displaystyle I_{1}}, дополнение) её судьба это последовательность {\displaystyle \omega }, у которой {\displaystyle k} является наименьшим периодом, поэтому {\displaystyle k} является наименьшим периодом и для построенной точки.